# Andrei Makrov
Andrei Makrov, ros. Андрей Владимирович Макров (ur. 14 grudnia 1979 w Tallinnie, Estońska SRR) – estoński hokeista, reprezentant Estonii.

## Kariera
- FPS (1999–2001)
- Mołot-Prikamje Perm (2001–2002)
- Nieftianik Leninogorsk (2002)
- FPS (2002–2003)
- Nieftianik Leninogorsk (2003–2005)
- Torpedo Niżny Nowogród (2005–2006)
- HK Dmitrow (2006–2007)
- Junost' Mińsk (2007)
- Dynama Mińsk (2007)
- Junost' Mińsk (2007)
- Dynamo Mińsk (2007–2008)
- HK Homel (2008–2009)
- Acroni Jesenice (2009–2010)
- Mietałłurg Żłobin (2010–2012)
- Saryarka Karaganda (2012)
- HK Nioman Grodno (2012–2013)[1]
- Buran Woroneż (2013)
- HK Nioman Grodno (2013)
- HK WMF (2013-2014)
- Varberg HK (2014)
- Arystan Temyrtau (2014)
- Gorniak Rudnyj (2014-2015)
- HK Ałmaty (2015-2016)
- Telford Tigers (2016)
- HK Homel (2016-2017)
- GKS Tychy (2017)
- HC Viking Tallinn (2018)

Od lipca do końca października 2013 zawodnik rosyjskiej klubu Buran Woroneż. Od listopada 2013 ponownie zawodnik białoruskiej drużyny Nioman Grodno. Od 2 stycznia 2014 zawodnik HK WMF w lidze WHL. Od lutego 2014 zawodnik szwedzkiego klubu Varberg HK. Na początku sezonu 2014/2015 do drugiej połowy października 2014 był zawodnikiem kazachskiego klubu Arystan Temyrtau. Od grudnia 2014 zawodnik Gorniaka Rudnyj. Od 2015 grał w innym kazachskim zespole, HK Ałmaty. Od lutego do kwietnia 2016 zawodnik Telford Tigers w brytyjskich rozgrywkach EPIHL. Od listopada 2016 ponownie w HK Homel. Od końca stycznia zawodnik GKS Tychy. Odszedł z klubu po sezonie 2016/2017. W 2017 został zawodnikiem HC Viking Tallinn, pierwszej w swojej karierze drużyny estońskiej.
W barwach Estonii uczestniczył w turniejach mistrzostw Europy juniorów do lat 18 w 1996, mistrzostw świata juniorów do lat 20 w 1997, 1999 oraz w turniejach seniorskich mistrzostw świata w 1998, 1999, 2000, 2001, 2002, 2003, 2004, 2005, 2006, 2007, 2008, 2010, 2011, 2014, 2015, 2016, 2017, 2018, 2019.

## Sukcesy
Reprezentacyjne
- Awans do mistrzostw świata Dywizji I: 2002, 2010, 2012, 2014 z Estonią

Klubowe
- Złoty medal mistrzostw Białorusi: 2007 z Dynama Mińsk i 2012 z Mietałłurgiem Żłobin
- Brązowy medal mistrzostw Kazachstanu: 2015 z Gorniakiem Rudnyj
- Srebrny medal mistrzostw Polski: 2017 z GKS Tychy
- Złoty medal mistrzostw Estonii: 2018 z HC Viking Tallin

Indywidualne
- Mistrzostwa Świata w Hokeju na Lodzie 2000 Grupa B:
  - Drugie miejsce w klasyfikacji strzelców turnieju: 6 goli[15]
- Mistrzostwa Świata w Hokeju na Lodzie 2002 Dywizja II Grupa A:
  - Trzecie miejsce w klasyfikacji strzelców turnieju: 9 goli[16]
  - Trzecie miejsce w klasyfikacji asystentów turnieju: 8 asyst[17]
  - Pierwsze miejsce w klasyfikacji kanadyjskiej turnieju: 17 punktów[18]
- Mistrzostwa Świata w Hokeju na Lodzie 2004 Dywizja I Grupa B:
  - Pierwsze miejsce w klasyfikacji strzelców turnieju: 8 goli[19]
  - Trzecie miejsce w klasyfikacji asystentów turnieju: 8 asyst[17]
  - Pierwsze miejsce w klasyfikacji kanadyjskiej turnieju: 11 punktów[20]
- Mistrzostwa Świata w Hokeju na Lodzie 2007/I Dywizja Dywizja I Grupa A:
  - Pierwsze miejsce w klasyfikacji strzelców turnieju: 6 goli[21]
  - Piąte miejsce w klasyfikacji kanadyjskiej turnieju: 7 punktów[22]
- Mistrzostwa Świata w Hokeju na Lodzie 2010/II Dywizja:
  - Pierwsze miejsce w klasyfikacji strzelców turnieju: 14 goli[23]
  - Pierwsze miejsce w klasyfikacji asystentów turnieju: 14 asyst[24]
  - Pierwsze miejsce w klasyfikacji kanadyjskiej turnieju: 28 punktów[25]
  - Drugie miejsce w klasyfikacji +/- turnieju: +21[26]
  - Najlepszy napastnik turnieju[27]
  - Najbardziej Wartościowy Zawodnik (MVP) turnieju
- Ekstraliga białoruska w hokeju na lodzie (2010/2011):
  - Drugie miejsce w klasyfikacji strzelców w sezonie zasadniczym: 33 gole[28]
  - Piąte miejsce w klasyfikacji kanadyjskiej w sezonie zasadniczym: 55 punktów[29]
- Ekstraliga białoruska w hokeju na lodzie (2011/2012):
  - Pierwsze miejsce w klasyfikacji strzelców w sezonie zasadniczym: 27 goli[30]
  - Pierwsze miejsce w klasyfikacji asystentów w sezonie zasadniczym: 31 asyst[31]
  - Drugie miejsce w klasyfikacji kanadyjskiej w sezonie zasadniczym: 58 punktów[32]
- Ekstraliga białoruska w hokeju na lodzie (2012/2013):
  - Drugie miejsce w klasyfikacji strzelców w sezonie zasadniczym: 26 goli[33]
  - Piąte miejsce w klasyfikacji asystentów w sezonie zasadniczym: 30 asyst[34]
  - Pierwsze miejsce w klasyfikacji kanadyjskiej w sezonie zasadniczym: 56 punktów[35]
  - Pierwsze miejsce w klasyfikacji strzelców w fazie play-off: 6 goli[36]
  - Pierwsze miejsce w klasyfikacji asystentów w fazie play-off: 9 asyst[37]
  - Pierwsze miejsce w klasyfikacji kanadyjskiej w fazie play-off: 15 punktów[38]
  - Najlepszy napastnik sezonu[39]
- Mistrzostwa Świata w Hokeju na Lodzie 2015/I Dywizja#Grupa B:
  - Pierwsze miejsce w klasyfikacji strzelców turnieju: 6 goli
  - Drugie miejsce w klasyfikacji kanadyjskiej turnieju: 8 punktów
  - Hat-trick w meczu gwarantującym utrzymanie w Dywizji IA (Estonia – Holandia 3:1)[40][41]
- Mistrzostwa Świata w Hokeju na Lodzie 2017/I Dywizja#Grupa B:
  - Szóste miejsce w klasyfikacji asystentów turnieju: 4 asysty[42]
  - Dziewiąte miejsce w klasyfikacji kanadyjskiej turnieju: 6 punktów[43]
- Mistrzostwa Świata w Hokeju na Lodzie 2018/I Dywizja#Grupa B:
  - Piąte miejsce w klasyfikacji asystentów turnieju: 4 asysty[44]
- Mistrzostwa Świata w Hokeju na Lodzie 2019/I Dywizja#Grupa B:
  - Piąte miejsce w klasyfikacji asystentów turnieju: 4 asysty[45]
  - Szóste miejsce w klasyfikacji kanadyjskiej turnieju: 7 punktów[46]

Rekordy
- Najwięcej goli (73) i punktów (117)w reprezentacji Estonii - stan na kwiecień 2017[47]